# Hôtel-Dieu de Thonon-les-Bains
L'Hôtel-Dieu de Thonon-les-Bains est un hôpital situé à Thonon-les-Bains, en France.

## Localisation
L'hôpital est situé dans le département français de la Haute-Savoie, sur la commune de Thonon-les-Bains.

## Historique
L'Hôtel-Dieu a été construit entre 1649 et 1686, sous l'architecture toscane, il ne comportait à l'origine qu'un seul étage, surmonté d'un grand toit surplombant. 
En 1882, le bâtiment est entièrement restauré, et agrandi. 
Il a d'abord abrité un couvent des Minimes puis, après la Révolution, un hôpital et un asile de vieillards. L'hôpital a déménagé dans les années 1970.
L'ancien Hôtel-Dieu, racheté par l'État, abrite aujourd'hui le palais de justice.

## Protection
L'édifice est classé au titre des monuments historiques en 1924.